# Mon frère a peur des femmes
Pour plus de détails, voir Fiche technique et Distribution.
Mon frère a peur des femmes (titre original : L'inafferrabile 12) est un film italien réalisé par Mario Mattoli, sorti en 1950.

## Synopsis
Deux jumeaux se différencient arrivés à l'âge adulte : l'un devient un Don Juan, l'autre fuit les femmes.

## Fiche technique
- Titre : Mon frère a peur des femmes
- Titre original : L'inafferrabile 12
- Réalisation : Mario Mattoli
- Scénario : Mario Monicelli, Steno d'après une histoire écrite par Alberto Alberti et Franco Bezzi
- Photographie : Aldo Tonti
- Montage : Giuliana Attenni
- Musique : Pippo Barzizza
- Direction artistique : Piero Filippone
- Producteur : Niccolò Theodoli
- Société de production : Industrie Cinematografiche Sociali
- Pays d'origine :  Italie
- Langue : Italien
- Format : Noir et blanc — 35 mm — 1,37:1 — Son : Mono
- Genre : Comédie
- Durée : 95 minutes (1 h 35)
- Dates de sortie : 
  - Italie : 3 septembre 1950
  - France : 8 octobre 1952 (Marseille) / 16 janvier 1953 (Paris)
  - Portugal : 10 octobre 1952
  - Allemagne de l'Ouest : 30 juillet 1953

## Distribution
- Walter Chiari : Carletto Esposito / Brandoletti
- Silvana Pampanini : Clara
- Isa Barzizza : Teresa
- Carlo Campanini : Beppe
- Aroldo Tieri : le docteur Giechi
- Marilyn Buferd : l'assistante du docteur Giechi
- Laura Gore : Carletta
- Enzo Biliotti : Cav. Federico Pallino
- Agnese Dubbini : la sage-femme
- Luigi Pavese : Umberto
- Pina Gallini : La directrice
- Peppino Spadaro
- Bruno Corelli
- Nico Pepe
- Federico Collino
- Giulio Marchetti : le commissaire
- William Tubbs : le directeur de La Roma
- Alberto Piccinini : lui-même
- Giampiero Boniperti : lui-même
- John Hansen : lui-même
- Carlo Parola : lui-même
- Nino Marchetti
- Giacomo Furia : le maréchal
- Cesare Fantoni
- Carlo Croccolo : le coiffeur
- Marco Tulli
- Yvonne Sanson : elle-même
- Ughetto Bertucci : le serveur
- Rossana Galli
- Mario Volpicelli